# Eviella hynesae
Eviella hynesae és una espècie de triclàdide dugèsid, l'única del gènere Eviella.